# Джон ван Альфен
Ян Джон ван Альфен (нід. Jan John Van Alphen; 17 червня 1914, Антверпен — 19 грудня 1961) — бельгійський футболіст, що грав на позиції півзахисника за клуб «Беєрсхот», а також національну збірну Бельгії. По завершенні ігрової кар'єри — тренер.
Дворазовий чемпіон Бельгії.

## Клубна кар'єра
У футболі дебютував 1936 року виступами за команду «Беєрсхот», кольори якої і захищав протягом усієї своєї кар'єри гравця, що тривала одинадцять років. За цей час двічі став чемпіоном Бельгії.
| Дата       | Місто     | Господарі  | Результат | Гості      | Турнір             | Голи | Примітки |
| ---------- | --------- | ---------- | --------- | ---------- | ------------------ | ---- | -------- |
| 03.04.1938 | Антверпен | Бельгія    | 1 – 1     | Нідерланди | Відбір до ЧС 1938  | -    |          |
| 08.05.1938 | Лозанна   | Швейцарія  | 0 – 3     | Бельгія    | товариський матч   | -    |          |
| 15.05.1938 | Мілан     | Італія     | 6 – 1     | Бельгія    | товариський матч   | -    |          |
| 29.05.1938 | Брюссель  | Бельгія    | 2 – 2     | Югославія  | товариський матч   | -    |          |
| 05.06.1938 | Коломб    | Франція    | 3 – 1     | Бельгія    | ЧС 1938 - 1-й етап | -    |          |
| 19.03.1939 | Антверпен | Бельгія    | 5 – 4     | Нідерланди | товариський матч   | -    |          |
| 23.04.1939 | Амстердам | Нідерланди | 3 – 2     | Бельгія    | товариський матч   | -    |          |
| 14.05.1939 | Льєж      | Бельгія    | 1 – 2     | Швейцарія  | товариський матч   | -    |          |
| 18.05.1939 | Брюссель  | Бельгія    | 1 – 3     | Франція    | товариський матч   | -    |          |
| 27.05.1939 | Лодзь     | Польща     | 3 – 3     | Бельгія    | товариський матч   | -    |          |
| 24.12.1944 | Париж     | Франція    | 3 – 1     | Бельгія    | товариський матч   | -    |          |
| Усього     |           | Матчів     | 11        |            | Голів              | 0    |          |

## Кар'єра тренера
Розпочав тренерську кар'єру, повернувшись до футболу після тривалої перерви, 1960 року, очоливши тренерський штаб клубу «Варегем». Досвід тренерської роботи обмежився цим клубом.
Помер 19 грудня 1961 року на 48-му році життя.

## Титули і досягнення
- Чемпіон Бельгії (2):

«Беєрсхот»: 1937–1938, 1938–1939